# Batalla del Pont Milvi
La batalla del Pont Milvi va ser l'enfrontament militar que va tenir lloc el 28 d'octubre de l'any 312, als afores de la ciutat de Roma, al pont Milvi, entre els exèrcits dels emperadors Constantí I i Maxenci. La victòria del primer va reduir la tetrarquia (forma de govern en la qual el poder l'exerceixen quatre persones conegudes com a tetrarques) a dos emperadors: Constantí va esdevenir la màxima autoritat dels territoris occidentals de l'Imperi Romà, mentre que el seu cunyat Licini regnava en les províncies orientals.
Aquesta batalla constitueix un important punt d'inflexió en la història del cristianisme, ja que els historiadors cristians d'aquesta època i posteriors, influïts per la narració d'Eusebi de Cesarea, van atribuir la victòria de Constantí a una intervenció divina.

## Context històric
La causa subjacent de l'enfrontament residia en les rivalitats inherents al sistema de govern instituït per Dioclecià, la tetrarquia. Gairebé immediatament després de la renúncia al tron de Dioclecià i Maximià, els administradors provincials van començar a disputar-se el control de l'imperi, de manera que es necessitava un líder jove i fort per restablir l'ordre. Un dels candidats era Constantí, que, encara que tenia drets dinàstics al tron per ser hereu de l'emperador occidental Constanci Clor, es veia afectat pel fet que la tetrarquia obviava aquests drets en considerar que el llinatge imperial no era un requisit indispensable en els emperadors. Quan Constanci va morir, el 25 de juliol del 306, les seves tropes van proclamar august a Constantí a Eboràcum (Britànnia). A Roma, el favorit a la successió era l'hereu de Maximià, Maxenci, que es va autoproclamar emperador el 28 d'octubre d'aquell mateix any.
Aquests dos homes mantenien una pèssima relació coneguda pels ciutadans romans, tot i que eren cunyats a través del matrimoni de Constantí amb Fausta, la germana del seu rival.
Els escrits de Lactanci constitueixen la més important de les fonts contemporànies d'aquest esdeveniment que documenten la batalla però també els cronistes Eusebi de Cesarea i Zòsim en fan esment i el text anònim Panegyrici Latini.

## Batalla
A la primavera de l'any 312, Constantí va reunir a les seves tropes i va decidir que les seves diferències amb Maxenci s'havien de resoldre per la força. Va envair fàcilment el nord de la península Itàlica. Primer va presentar batalla a la rodalia de Torí i tot seguit a Verona, on va perdre la vida el prefecte pretorià al servei de Maxenci, Ruricius Pompeianus. Després va continuar cap a la capital a través de la Via Flamínia, on va arribar a finals d'octubre d'aquell mateix any. Els seus homes van establir una base a la Malborghetto, prop de la Prima Porta, en aquest lloc es localitzen les restes d'un monument construït durant el regnat de Constantí en honor de la seva victòria.
Constantí esperava que el seu adversari romangués a la capital i es disposés a resistir un setge, una estratègia que aquest emperador havia emprat ja en dues ocasions durant les invasions de Sever II (307) i Galeri (308), així mateix, la ciutat comptava amb una considerable reserva d'aliments, de manera que rendir-la per gana suposaria perllongar el setge massa temps, posant a Constantí en una difícil situació. Sorprenentment, Maxenci va optar per sortir de Roma i enfrontar-se a Constantí en batalla. Els cronistes de l'època van atribuir aquesta decisió a la intervenció divina (Eusebi de Cesarea i Lactanci) o a la superstició (Zòsim). Aquests escriptors posen l'accent en el fet que el dia de la batalla va ser també el dia del nomenament de Constantí com a emperador, el que es considerava un bon auguri. Per la seva banda, Lactanci afirma que els ciutadans romans donaven suport a Constantí amb aclamacions durant les curses al circ, encara que la fiabilitat dels seus escrits ha estat posada en dubte. També es deia que Maxenci va consultar el llibres sibil·lins i va trobar que estava escrit que «el 28 d'octubre morirà un enemic dels romans», predicció que li va semblar que anava a favor seu.

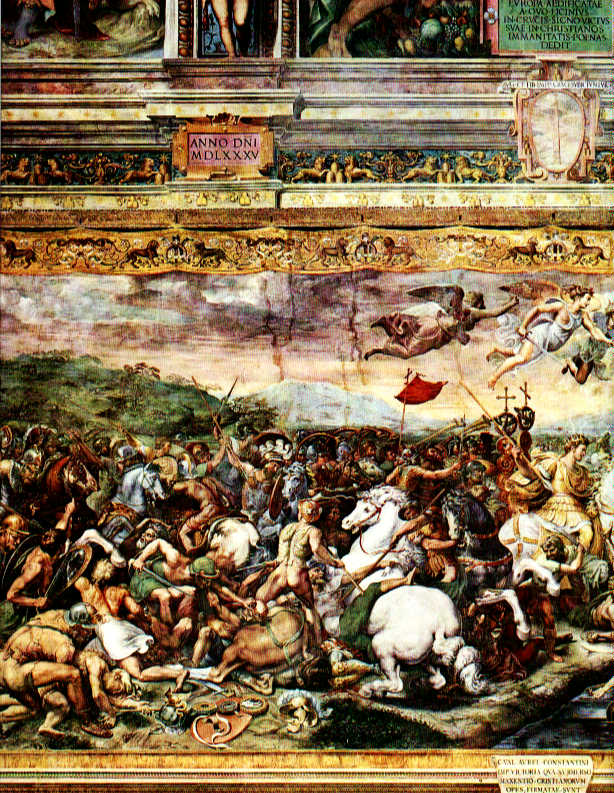
La Batalla del Pont Milvi pintura de Giulio Romano.

Maxenci va ordenar muntar el seu campament enfront del pont Milvi, un pont de pedra que travessava el Tíber connectant la Via Flaminia amb la capital imperial (aquest pont roman avui en dia en aquest mateix emplaçament, encara que ha estat remodelat i rebatejat amb els noms de Ponte Milva o Ponte Molle (la traducció és «pont suau»). La defensa d'aquesta zona era imprescindible si Maxenci pretenia mantenir el seu rival allunyat de Roma, on el senat s'afanyaria per votar a favor de lliurar la ciutat al seu adversari. Atès que havia destruït part de l'estructura del pont mentre es preparava per resistir un setge a la capital, l'emperador es va veure forçat a reparar el pont i a construir un altre per tal de traslladar les seves tropes a l'altra banda del Tíber. Zòsim diu que van fer un pont en dues parts engalzades amb ferro, mentre que altres diuen que era un pantalà de fusta plegable, potser de construcció expressament fluixa amb la intenció de fer caure la gent de Constantí quan el travessessin.
L'endemà els dos exèrcits es van enfrontar en batalla, de la qual va sortir victoriós l'emperador Constantí. La disposició de l'exèrcit de Maxenci estava massa a la vora del riu, sense tenir prou espai per moure's. Constantí, reconegut com un hàbil comandant, va forçar les tropes del seu rival a aplegar-se cap al Tíber. Maxenci va ordenar tornar cap a la capital decidit a resistir allà. No obstant això, l'única via d'escapament era creuant el pont, on els homes de Constantí van infligir enormes baixes entre els seus enemics. Mentre això passava, es va ensorrar el pont provisional creat al costat del Milvi, a través del qual molts soldats estaven provant d'escapar. Molts dels homes que havien estat a la vora del Tíber van ser capturats o assassinats. El mateix Maxenci va morir ofegat, caient al riu amb el cavall i tot, empès pels seus mateixos soldats durant la desbandada dels que intentaven escapar.

## Després de la batalla
Quan es va trobar el cos de Maxenci, Constantí va ordenar que el precedís en la seva entrada triomfal a la capital com a prova que ell era l'únic sobirà de la meitat occidental de l'imperi. El 29 d'octubre es va fer una gran celebració a Roma. Al cadàver de Maxenci li van tallar el cap i acabades les cerimònies, el van enviar a Cartago com a prova del que havia passat i així les províncies africanes no van oposar resistència a Constantí. Els historiadors antics no descriuen la visita de Constantí al temple de Júpiter Capitolí, el lloc on tradicionalment acabaven les desfilades dels triomfs, però això no vol dir que no passés, podria ser que van evitar expressament aquest fet per no tacar la seva reputació de cristià. On sí que se sap que va fer una visita va ser a la cúria senatorial als qui va prometre retornar els antics privilegis i va assegurar que no hi hauria venjança sobre els senadors que havien fet costat a Maxenci. Constantí va invalidar totes les lleis promulgades pel seu predecessor i va posar el seu nom als edificis que Maxenci havia projectat construir.

## La visió de Constantí

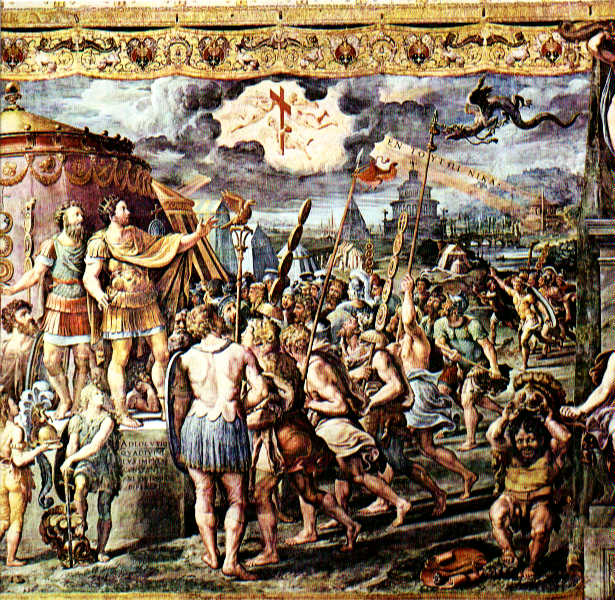
Aparició de la creu, pintura de Raffaello Sanzio.

Part de la importància d'aquesta batalla és que els escrits que la relaten es veuen afectats per la llegenda, la superstició i la fe. Una d'aquestes llegendes narra que la nit del 27 d'octubre, quan els soldats es preparaven per a la imminent batalla, Constantí va tenir una visió que el va portar a combatre sota la protecció del Déu cristià. Això no obstant, la descripció d'aquesta visió varia en funció de la font que la relati. Els historiadors cristians van afirmar que aquesta visió consistia en l'aparició del senyal de la creu acompanyat per una veu que li deia en grec a Constantí «Amb aquest signe, venceràs».
Lactanci afirma que la visió que va tenir Constantí la nit abans de la batalla deia que havia de «delinear la marca celestial en els escuts dels seus soldats». El futur emperador va obeir i va marcar els escuts amb el símbol de Crist; Lactanci descriu aquest signe com un estaurograma, una creu llatina amb el seu extrem superior arrodonit en forma de  P . Tot i això, no existeixen proves que Constantí utilitzés alguna vegada el staurogram, de fet, alguns historiadors defensen que va emprar el crismó.
Han sobreviscut dos escrits d'Eusebi de Cesarea que descriuen la batalla. El primer d'ells consisteix en un petit extracte de la seva Història eclesiàstica, que afirma que Constantí va rebre ajuda divina durant la batalla, encara que no fa esment de la visió. En canvi, el llibre Vida de Constantí, ofereix una descripció detallada sobre aquesta visió, i fa èmfasi en que l'havia escoltat de boca del mateix emperador. Segons aquest relat, Constantí i els seus homes es trobaven marxant (l'historiador cristià no especifica en quina direcció anaven les tropes, encara que afirma que no es trobaven a la capital) quan l'emperador va aixecar la vista i va observar que, per sobre del sol, s'alçava una creu lluminosa amb aquestes paraules: «Εν Τούτῳ Νίκα», la traducció al llatí que es va fer és in hoc signo vinces («amb aquest signe, venceràs»). En aquest moment Constantí no tenia clar quin era el missatge que transmetia aquesta revelació, però, aquella nit va somiar amb Crist que li deia que havia d'exhibir aquest signe contra els seus adversaris i el va aplicar per fer el làbarum, l'estendard militar que va usar Constantí durant les batalles que els van enfrontar amb Licini (batalla d'Adrianòpolis (324) i batalla de Crisòpolis).
Aquests dos escrits difícilment poden conciliar-se amb la resta d'obres que parlen sobre la batalla, encara que s'han vist inclosos entre els que afirmen que Constantí va veure el crismó la nit anterior al combat. Lactanci i Eusebi coincideixen en dir que aquest símbol no estava destinat a representar Crist, ja que no hi ha proves que demostrin que les lletres de l'alfabet grec khi-ro fossin considerades un símbol cristià abans del seu regnat. Aquest símbol va aparèixer per primera vegada en una moneda d'or de l'era constantiniana (c. 315), fet que testimonia que Constantí l'havia començat a emprar per a aquesta època, encara que no d'una manera destacada, sinó que només es va fer un ús extensiu del khi-ro i del làbarum durant el conflicte amb Licini.
Igual com el Sol Invictus (el Sol Invicte), emprat freqüentment en l'encunyació de monedes i en monuments constantinians anys després d'aquesta victòria, aquesta visió ha estat interpretada per alguns com un fenomen meteorològic, probablement la visió d'un halo que podria haver estat modificat per la imaginació dels qui el van observar per tal d'encaixar el que veien amb les creences cristianes o bé de l'emperador o bé dels cronistes que van escriure sobre aquest esdeveniment.